# Pholadomyoida
Pholadomyoida is een orde van de tweekleppigen.

## Families
- Clavagellidae d'Orbigny, 1843 - Gieterschelpen
- Cleidothaeridae Hedley, 1918
- Cuspidariidae Dall, 1886
- Laternulidae Hedley, 1918 - Lantarenschelpen
- Lyonsiidae Fischer, 1887
- Myochamidae Bronn, 1862
- Pandoridae Rafinesque, 1815 - Pandoraschelpen
- Periplomatidae Dall, 1895 - Lepelschelpen
- Pholadomyidae Gray, 1847
- Poromyidae Dall, 1886 - Korrelschelpen
- Thraciidae Stoliczka, 1870 - Papierschelpen
- Verticordiidae Stoliczka, 1871 - Zilverkomschelpen